# Rionegro del Puente
Rionegro del Puente è un comune spagnolo di 305 abitanti situato nella comunità autonoma di Castiglia e León.
Vi è nato Diego de Losada, esploratore del XVI secolo, fondatore della città di Caracas.